# Partido del Trabajo Portugués

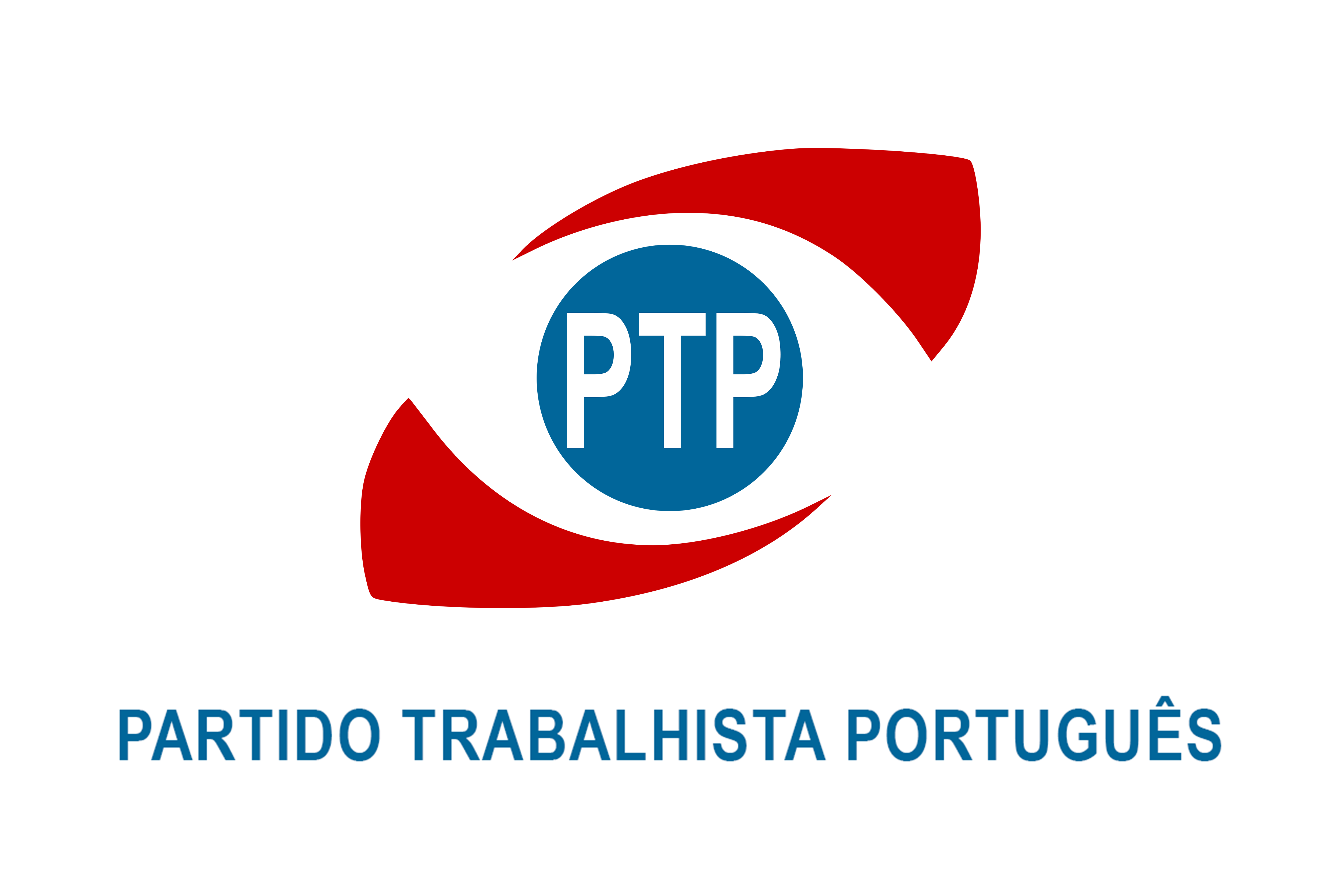
Bandera del PTP.

El Partido del Trabajo Portugués (en portugués Partido Trabalhista Português) es un partido político de centro izquierda. Fue aprobado por el Tribunal Constitucional de Portugal el 1 de julio de 2009. En las elecciones legislativas de ese año obtuvo 4.789 votos, lo que representó el 0,08% de los sufragios.
Antes de su fundación, existían al menos dos partidos extintos con denominaciones similares: el Partido Democrático del Trabajo Portugués, fundado el 3 de mayo de 1974 y el Partido Laborista, fundado en 2002.